# DVB-CI
DVB-CI o Common Interface és la normativa creada dins de l'estàndard DVB, que defineix com ha de ser la innterconexió entre el receptor DVB o host i el mòdul d'accés condicionat o CAM. D'aquesta manera cada companyia emissora de continguts pot utilitzar un mòdul propi amb aplicacions d'accés condicionat diferents, així com el seu propi Common Scrambling Algorithm, seguint les directrius definides a l'especificació DVB-CSA, permetent així una gran independència entre mòduls i una major protecció contra la pirateria, a més la capacitat d'oferir millors serveis personalitzats gràcies a aquesta seguretat afegida.

## Característiques Generals
L'estàndard DVB-CI està definit a l'especificació EN 50221 V1 i està estructurat en capes per tal de proporcionar una gran flexibilitat a aquesta interfície, ja sigui per connectar diversos mòduls CAM al mateix temps, com per connectar mòduls no relacionats amb l'accés condicionat.
Una distribució bàsica del sistema de capes és la que es mostra a la figura:

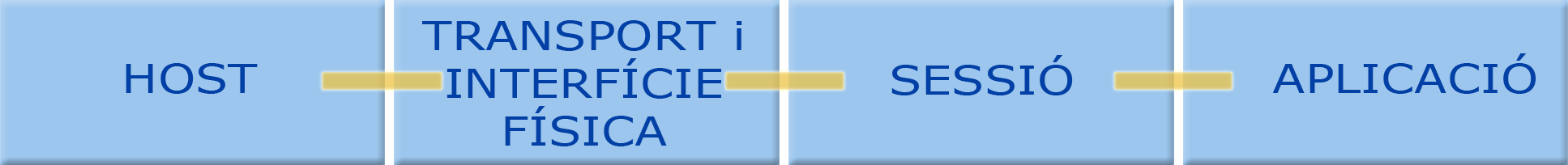
Capes bàsiques de DVB-CI

Les capes altes (host i aplicació) s'encarreguen de la interacció amb els elements que els donen nom, indicant com s'ha de gestionar i com ha de ser la comunicació. Per sota es troba la capa que gestiona les sessions. Aquesta gestió permet més d'una connexió siumultània ja sigui entre el host i un mateix mòdul, o amb diversos mòduls.
Les capes de nivell superior estan creades seguint un model d'objectes, els quals es codifiquen utilitzant TLV i que es transporten entre el host i el mòdul i a la inversa seguint les directrius especificades en capes inferiors. A més aquest model d'objectes juntament amb el sistema TLV atorguen a aquestes capes una gran extensibilitat.
La capa bàsica defineix com ha de ser la interfície física que connecta ambdós elements, i com ha de ser la informació que ha de travessar-la. Inicialment va ser creada per utilitzar PCMCIA, però l'especificació DVB-CI admet futurs canvis. Aquesta especificació segueix un model client-servidor en el qual el mòdul fa el rol de client i utilitza recursos del host que faria el rol de servidor.
A Europa DVB-CI és obligatori per tots els receptors de televisió digital, els quals acostumen a portar 1 o 2 slots PCMCIA, per tal de permetre la connexió de mòduls d'accés condicionat. Tot i això, altres tipus de mòduls poden ser utilitzats a través de la Common Interface no relacionats amb l'accés condicionat, com podrien ser mòduls de televisió interactiva o accés a Internet. També és habitual que no existeixi un mòdul CAM, i que l'accés condicionat es gestioni a través de la pròpia CPU del receptor.

## Estructura
Common Interface es divideix en dos components:
Transport Stream Interface (TSI):' S'encarrega del transport dels paquets MPEG-2 entre el host i el mòdul CAM i a la inversa, és a dir, tant quan el host envia les dades codificades al mòdul d'accés condicionat, com quan el CAM retorna els paquets codificats al host, llestos per ser demultiplexats.
Si s'utilitzen més d'un mòdul d'accés condicionat al mateix temps, la Transport Stream passa per cada un d'ells seqüencialment. Cada mòdul descodifica els paquets corresponent al seu servei, i deixa la resta sense cap modificació.
Command Interface: En aquesta part es defineix com ha de ser la comunicació entre l'aplicació que està executant el mòdul d'accés condicionat i el host. En aquestes comunicacions s'inclouen les que permeten utilitzar més d'un CAM simultàniament, transaccions complexes entre ells o el proveïment de recursos del host cap a l'aplicació en qüestió.
Els protocols corresponents al Command Interface estan subdividits en nombroses capes per tal de permetre el funcionament de tasques complexes com les abans esmentades. Algunes d'aquestes capes són comuns per totes les interfícies físiques com poden ser les capes corresponents al control de sessions, la gestió de recursos o la comunicació amb les aplicacions, però d'altres són les corresponents a l'ús de PCMCIA. Per tant, en cas de en un futur substituir la interfície física per un altre sistema, aquestes capes hauran de ser adaptades.